# قولندی
قولندی (به انگلیسی: Qolundy) یک منطقهٔ مسکونی در پاکستان است که در خیبر پختونخوا واقع شده‌است.